# 드래곤 청년단
《드래곤 청년단》(일본어: ドラゴン青年団)은 마이니치 방송(MBS)이 제작하고 TBS 계열에서 2012년 7월 17일부터 9월 25일까지 방송된 일본의 텔레비전 드라마이다. 타이틀 로고는 "Dragon Braves"(한국어: 드래곤 브레이브스)이다.

## 개요
어떤 지방 도시를 무대로, 도쿄에 나타난 용(드래곤)을 물리치는 청년들의 모습을 그린, 모험 판타지극이다. 야스다 쇼타는 이 작품이 연속 드라마 단독 첫 주연이다.
캐치 카피는 "우리들의 "빛의 전사"! 일단 정리시켜."

## 등장인물

### 히카리야마 정

#### 히카리야마 청년단
- 요시오 - 야스다 쇼타
- 켄지 - 엔도 카나메
- 타모츠 - 혼다 치카라
- 단장 - 유스케 산타마리아

#### 그외
- 수수께끼의 외계인 총재역 (특별출연)-카메나시 카즈야

#### 카페 치로루
- 요코 - 렌부츠 미사코
- 유카 - 아라키 유코

### 도쿄
- 카즈키 - 다이토 슌스케
- TV 리포터 - 우오즈미 리에

## 스태프
- 각본·감독 : 우에다 마코토 (유럽 기획)
- 감독 : 미키 다카히로, 마쓰이 다이고, 니노미야 다카시 (사무실 크레센도)
- 감독/어소시에이트 프로듀서 : 후카사코 야스유키
- 조감독 : 야마다 미츠히로
- 음악 : 이우치 류지
- 음악 프로듀서 : 히키치 야스후미
- 촬영 : 다카하루 고타로
- 조명 : 야마구치 다이이치로
- 미술 프로듀서 : 덩굴 계 료
- 녹음 : 후루카와 히로시, 히다카 成幸
- 오프닝 : 타치카와 타카시
- 제작 담당 : 시노미야 타카히로
- 제작 보조 : 오케하마자 사토시
- 기획·제작 : 쿠라모토 노리아키 (덴츠)
- 프로듀서 : 하나다 타카시, 다나카 요시아키, 나카자와 스스무, 타케조노 하지메
- 어소시에이트 프로듀서 : 이자와 슈지, 무라카미 이즈루
- 협력 : CAPCOM, 쟈니즈 사무소
- 특별 협력 : NTT 도코모
- 제작 협력 : 유럽 기획
- 프로덕션 : 사무실 크레센도
- 제작 : "드래곤 청년단" 제작위원회 (덴츠, 치크 엔터테인먼트) / MBS

### 주제가
- KAT-TUN - 〈불멸의 스크럼〉 (J-One Records)

## 방송일 및 부제
| 각화                                      | 방송사 | 방송일          | 부제               |
| ----------------------------------------- | ------ | --------------- | ------------------ |
| STAGE 0                                   | TBS    | 2012년 7월 10일 | 판타지 세계로의 문 |
| STAGE 0                                   | MBS    | 2012년 7월 12일 | 판타지 세계로의 문 |
| STAGE 1                                   | TBS    | 2012년 7월 17일 | 여행을 떠나는 찻집 |
| STAGE 1                                   | MBS    | 2012년 7월 19일 | 여행을 떠나는 찻집 |
| STAGE 2                                   | TBS    | 2012년 7월 24일 | 바람의 단지        |
| STAGE 2                                   | MBS    | 2012년 7월 26일 | 바람의 단지        |
| STAGE 3                                   | TBS    | 2012년 7월 31일 | 불의 초등학교      |
| STAGE 3                                   | MBS    | 2012년 8월 2일  | 불의 초등학교      |
| STAGE 4                                   | TBS    | 2012년 8월 14일 | 대지의 그라운드    |
| STAGE 4                                   | MBS    | 2012년 8월 16일 | 대지의 그라운드    |
| STAGE 5                                   | TBS    | 2012년 8월 21일 | 물의 시민 수영장   |
| STAGE 5                                   | MBS    | 2012년 8월 23일 | 물의 시민 수영장   |
| STAGE 6                                   | TBS    | 2012년 8월 28일 | 요정의 간식 거리   |
| STAGE 6                                   | MBS    | 2012년 8월 30일 | 요정의 간식 거리   |
| STAGE 7                                   | TBS    | 2012년 9월 4일  | 번개의 고가밑      |
| STAGE 7                                   | MBS    | 2012년 9월 6일  | 번개의 고가밑      |
| STAGE 8                                   | TBS    | 2012년 9월 11일 | 하늘의 공원        |
| STAGE 8                                   | MBS    | 2012년 9월 13일 | 하늘의 공원        |
| STAGE 9                                   | TBS    | 2012년 9월 18일 | 한탄의 집          |
| STAGE 9                                   | MBS    | 2012년 9월 20일 | 한탄의 집          |
| FINAL STAGE                               | TBS    | 2012년 9월 25일 | 빛의 상점가        |
| FINAL STAGE                               | MBS    | 2012년 9월 27일 | 빛의 상점가        |
| 평균 시청률: 1.3%                         |        |                 |                    |
| (시청률은 간토 지방·비디오 리서치사 조사) |        |                 |                    |